# Centaurea maroccana
Centaurea maroccana — вид квіткових рослин айстрових (Asteraceae). Ареал: пд.-сх. Іспанія, Марокко, Алжир, Лівія.
Однорічна рослина (3)10–40 см заввишки. Квіткові голови поодинокі. Обгортка 10–16 × 15–24 мм.